# Les Adrets-de-l'Estérel
Les Adrets-de-l'Estérel är en kommun i departementet Var i regionen Provence-Alpes-Côte d'Azur i sydöstra Frankrike. Kommunen ligger i kantonen Fréjus som tillhör arrondissementet Draguignan. År 2022 hade Les Adrets-de-l'Estérel 2 780 invånare.

## Befolkningsutveckling
Antalet invånare i kommunen Les Adrets-de-l'Estérel
| Referens: INSEE |